# Bad Zell
Bad Zell est une commune autrichienne du district de Freistadt en Haute-Autriche.